# 正典
正典（せいてん、Canon, カノン）とは、ある宗教において公式に信者が従うべき基準として確立されている文書をいう。経典（けいてん）とも。正典で無いものは外典と呼ばれる。この項目では宗教的な正典全般について述べる。

## ユダヤ教における正典
「モーセ五書」は、紀元前4世紀頃には正典的な権威が与えられていた。『ヨシュア記』『列王記』に至る4書は、その後まもなく正典的な扱いを受けた。これを「前の預言書」という。
「後の預言書」「諸書」は、捕囚期から紀元前4世紀頃の部分も含んでおり、紀元前2世紀頃に正典的な地位が確立された。紀元前250年頃からギリシア語に翻訳された七十人訳聖書には、ヘブライ語の原典をもたないものが多くふくまれていたが、最終的には、1世紀の終わりごろユダヤ教においてキリスト教を排斥したヤムニア会議でこれらは排除された。このとき定められたヘブライ語本文を、8世紀以降、マソラ学者が母音記号等を加えて編集したものがマソラ本文で全24書である。
ユダヤ教の聖書にキリスト教の新約聖書は含まない。旧約聖書はキリスト教徒の呼び方であり、ユダヤ教ではヘブライ語聖書（ヘブル語聖書）と呼ぶ。

## 正典化説
段階的に正典が定まっていく過程を正典化と呼ぶことがある。ユダヤ教とキリスト教の正典である聖書正典が三段階にわたって正典化されたとする説がある。